# Slava Metreveli
Slava Kalistratovich Metreveli ou simplesmente Slava Met'reveli - respectivamente, em russo, Слава Калистратович Метревели e, em georgiano, სლავა კალისტრატეს ძე მეტრეველი (Sochi, 30 de maio de 1936 – Tbilisi, 7 de janeiro de 1998) foi um jogador de futebol georgiano, que atuou pela União Soviética.

## Carreira
Nascido na atual Rússia, Met'reveli passou a maior parte da carreira em dois clubes: no Torpedo Moscou, onde foi campeão soviético em 1960, tendo ficado no clube de 1956 até 1962; e no Dínamo Tbilisi, para onde foi em 1963 e encerrou a carreira, em 1971. No Dínamo, conquistou outro título soviético, em 1964 - o primeiro do clube e de uma equipe georgiana.

## Seleção
Pela Seleção Soviética, fez 48 partidas de 1958 a 1970, marcando 12 gols, e disputando três Copas do Mundo e duas Eurocopas; na decisão do título de 1960, foi dele o primeiro gol na vitória de virada por 2 a 1 sobre a Iugoslávia. 
Seria a única grande conquista não-olímpica do futebol soviético. Participou também da melhor campanha da URSS em Copas, no quarto lugar no mundial de 1966.

## Títulos
- Eurocopa: 1960

## Falecimento
Met'reveli faleceu em Tbilisi, em 1998.